# Убекент-Айланн

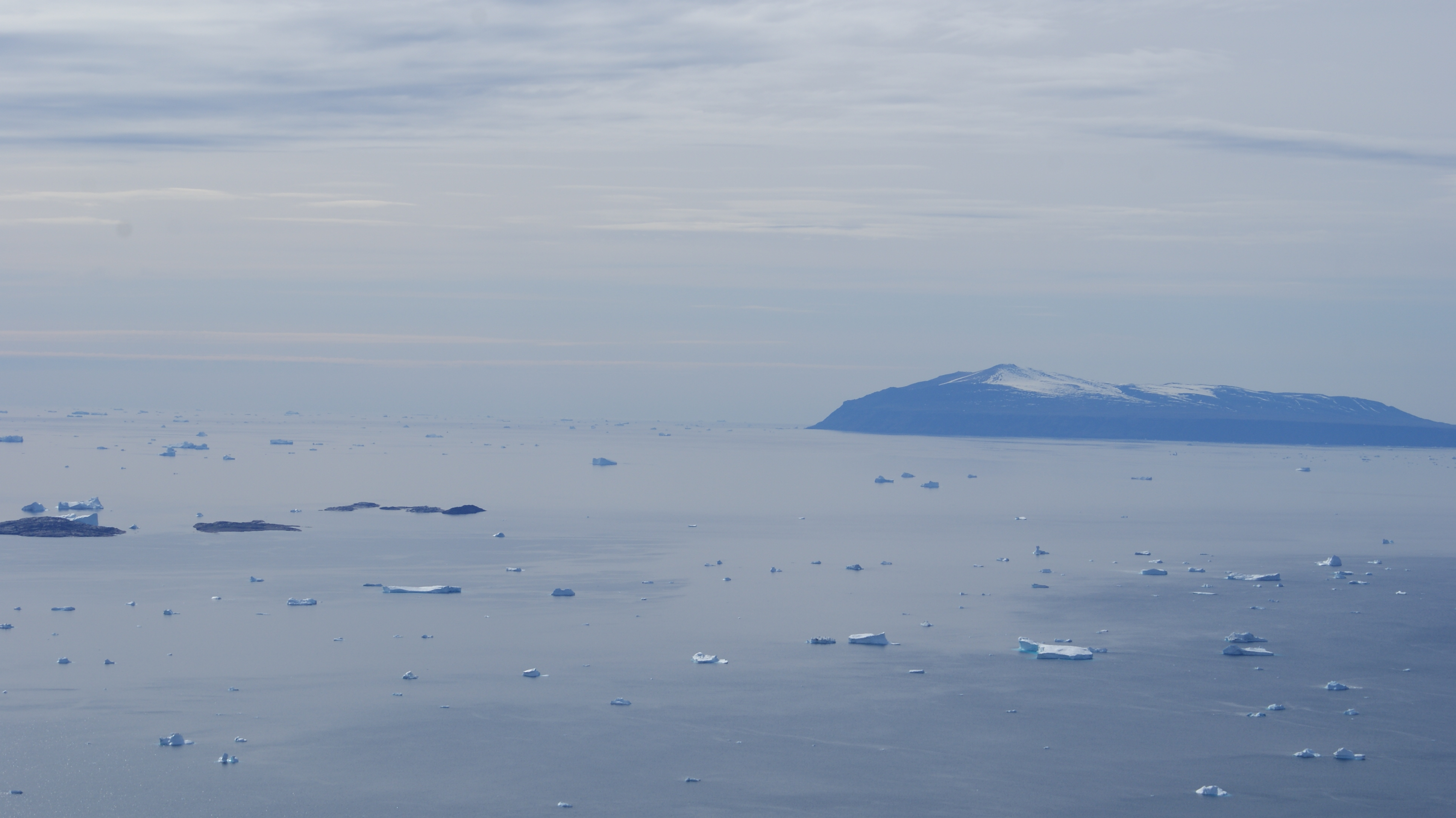
Вид на остров с полуострова Гренландии

Убекент-Айланн (гренл. Illorsuip qeqertaat, дат. Ubekendt Ejland) — остров в административной единице Дании, Гренландии. В местном делении входит в муниципалитет Каасуитсуп. Площадь — 468 км².
Омывается водами Уумманнак-фьорда и Карратс-фьорда, входящих в море Баффина.
На 1 января 2005 года население острова составляло 99 человек. Единственный населённый пункт, Игдлорссуит, расположен на северо-востоке острова.
В десятке километров восточнее Убекент-Айланна расположен сходный по площади остров Упернавик.